# マクドナルド橋のフィアンセ
『マクドナルド橋のフィアンセ』（仏語: Les fiancés du pont Mac Donald ou Méfiez-vous des lunettes noires, 「マクドナルド橋の婚約者、あるいは黒めがねに御用心」の意）は、1961年製作、アニエス・ヴァルダ監督によるフランスの短篇映画である。

## 略歴・概要
フランスのヌーヴェルヴァーグの数少ない女性監督のひとり、1955年に長篇第1作『ラ・ポワント・クールト』でデビューしたアニエス・ヴァルダの短篇映画第5作で、ジャン＝リュック・ゴダール、ジャック・ドゥミ、ピエール・シェンデルフェール、リュック・ムレらのデビュー作を手がけていたジョルジュ・ド・ボールガールが製作した。
同年に結婚したアンナ・カリーナとゴダールを主演に、「レミー・コーション」シリーズで当時人気のエディ・コンスタンティーヌ、ヴァルダの前作『季節よ城よ』でナレーションで参加したダニエル・ドロルム、あるいはヌーヴェルヴァーグ的俳優ジャン＝クロード・ブリアリやサミ・フレー、プロデューサーのボールガールも自ら出演している。セリフを語らないサイレント映画としてつくられ、完成後、限定された形で上映された。
本作は同年に撮影され、翌1962年4月11日に公開されたヴァルダの長篇劇映画第2作『5時から7時までのクレオ』で一部使用されている。レーモン・コシュティエ演じるラウルが、主人公のクレオを演じるコリーヌ・マルシャンらに上映してみせるフィルムが、本作の一部なのである。

## スタッフ・作品データ
- 監督・脚本：アニエス・ヴァルダ
- 撮影監督：ジャン・ラビエ（フランス語版）
- 編集：ジャニーヌ・ヴェルノー
- 美術・装飾・衣裳・メイク：ベルナール・エヴァン
- 音楽：ミシェル・ルグラン
- プロデューサー：ジョルジュ・ド・ボールガール
- 製作：ローマ＝パリ・フィルム
- 形式：白黒 - 16ミリ - モノラル音声（セリフ音声なし）
- ジャンル：短篇劇映画
- 撮影年：1961年

## キャスト
- アンナ・カリーナ - 若いブロンド娘アンナ
- ジャン＝リュック・ゴダール - 黒めがねの男
- エミリエンヌ・カーユ - 黒いフィアンセ
- エディ・コンスタンティーヌ - 給水する男
- サミ・フレー - 葬儀屋
- ジョルジュ・ド・ボールガール - 霊柩車と救急車の運転手
- ダニエル・ドロルム（フランス語版） - 花売り娘
- イヴ・ロベール - ハンカチ売り
- アラン・スコット（フランス語版） - 水兵
- ジャン＝クロード・ブリアリ - 看護師